# Jaco van der Westhuyzen
Jacobus Nicolaas Boshoff van der Westhuyzen, detto Jaco (Nelspruit, 6 aprile 1978), è un rugbista a 15 sudafricano, utility back della franchise dei Bulls in Super Rugby.

## Biografia
Esordiente in Super 12 negli Sharks, van der Westhuyzen debuttò negli Springbok nel corso del Tri Nations 2000 contro la Nuova Zelanda a Johannesburg, e nel 2001 fu ingaggiato dai Bulls.
Prese parte alla Coppa del Mondo di rugby 2003 in Australia, in cui il Sudafrica fu eliminato ai quarti di finale, e nella stagione successiva fu in Inghilterra al Leicester in cui rimase fino a marzo 2004 per trasferirsi in Giappone fino a fine stagione.
Tornato ai Bulls dalla stagione 2005, con la franchise sudafricana ha vinto tre titoli del Super Rugby, nel 2007, 2009 e 2010.

## Palmarès
- Super Rugby: 3
Bulls: 2007, 2009, 2010